# Dodge Ramcharger
Dodge Ramcharger — великий рамний SUV компанії Dodge, що виготовлявся в двох поколіннях з 1974 по 1993 рік. Він був побудований на вкороченому шасі Dodge D Series, пізніше на шасі Dodge Ram. Існувала версія Plymouth під назвою Plymouth Duster Trail, що виготовлялась з 1974 по 1981 рік і була єдиним позашляховиком марки Plymouth.
Великий позашляховик Ramcharger конкурував з Chevrolet Blazer і Ford Bronco.
Третя серія Ramcharger продавалася тільки у Мексиці і розроблена на основі Dodge Ram. Ця модель виготовлялась з 1999 по 2002 рік і так і не досягнула успіху попередників.

## Двигуни

### Перше покоління

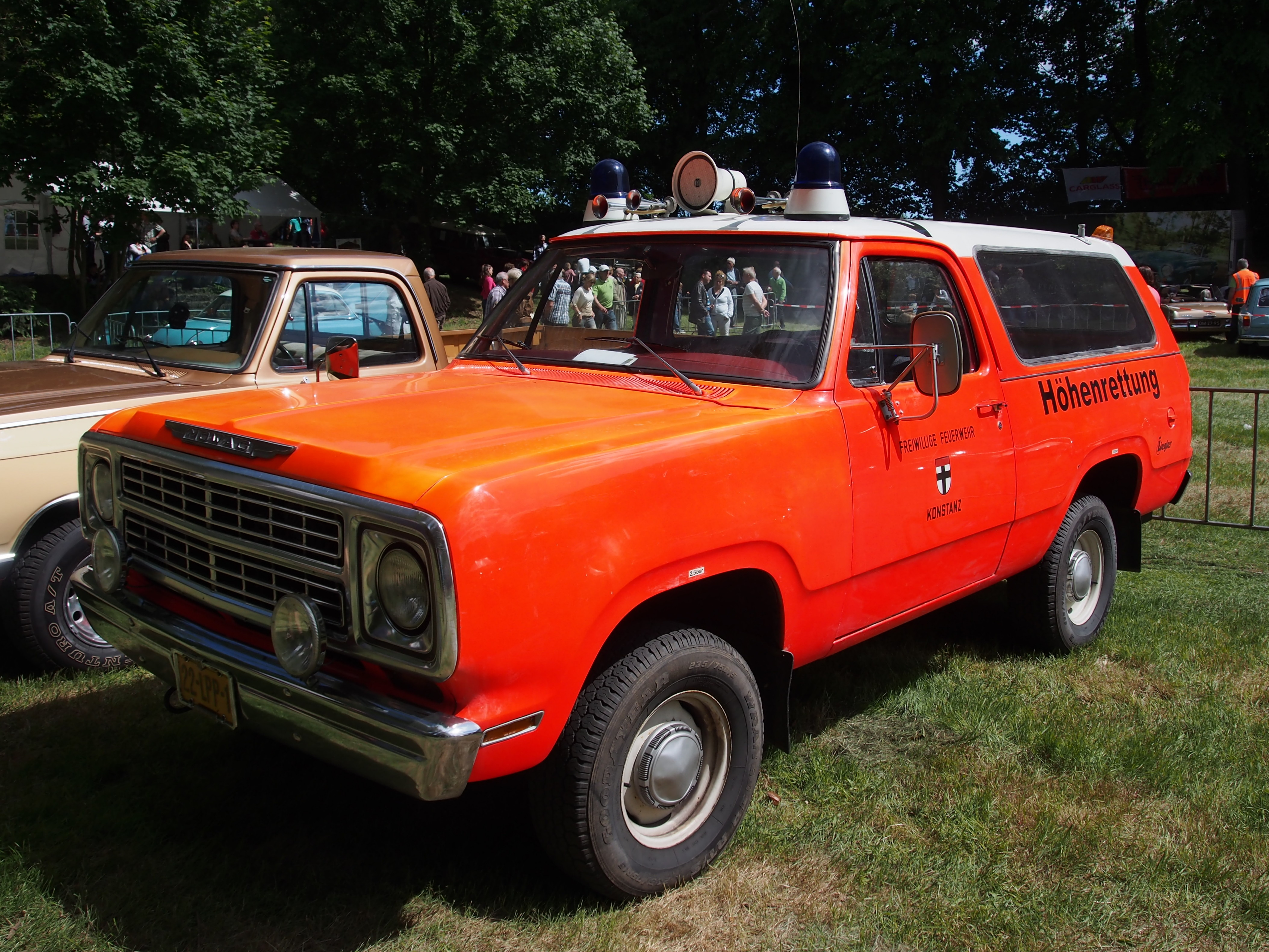
Dodge Ramcharger 1 (1974-1980)

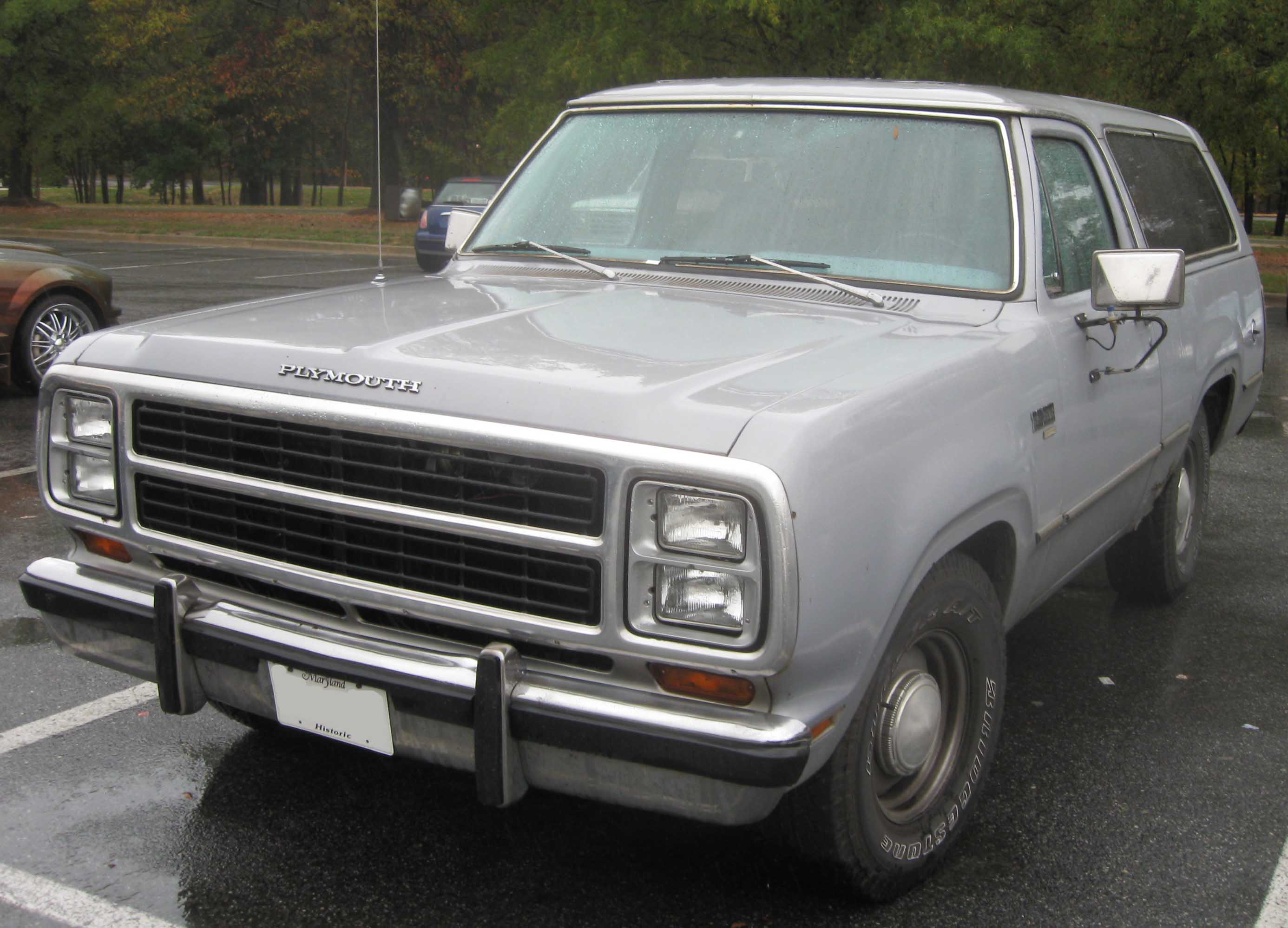
Plymouth Trailduster (1974-1981)

Ramcharger в основному постачався як дводверна версія з постійним повним приводом; з 1975 року також була доступна версія із заднім приводом. Моделі, випущені з 1974 по 1980 рік, мали знімний дах; також були доступні тканинні дахи. У перший рік виробництва стійки кузова з'єднувалися зі знімним дахом. Автомобілі зазвичай оснащувалися двигуном Chrysler LA, найпоширенішим об'ємом якого був 5,2 літра. Був також двигун об'ємом 5,9 літра, а в перші роки навіть двигун Chrysler RB з об'ємом 7,2 літра. Починаючи з 1975 року, також були доступні 6-циліндрові рядні двигуни серії Slant-Six з об'ємом 3,7 літра та потужністю 95 к.с. за формулою SAE.
До 1981 року Plymouth Trailduster був доступний як дещо модифікована версія Ramcharger.
Як великий позашляховик, Ramcharger конкурував з Chevrolet Blazer та Ford Bronco. Ramcharger також іноді використовувався в ралі, де він мав певний успіх, зокрема перше місце в Sno*Drift 1975 року.

#### Двигуни
- 3.7 л І6
- 5.2 л Chrysler LA V8
- 5.9 л Chrysler LA V8 260 к.с.
- 5.9 л Chrysler LA V8 279 к.с.
- 6.6 л V8
- 7.2 л Chrysler RB V8

### Друге покоління

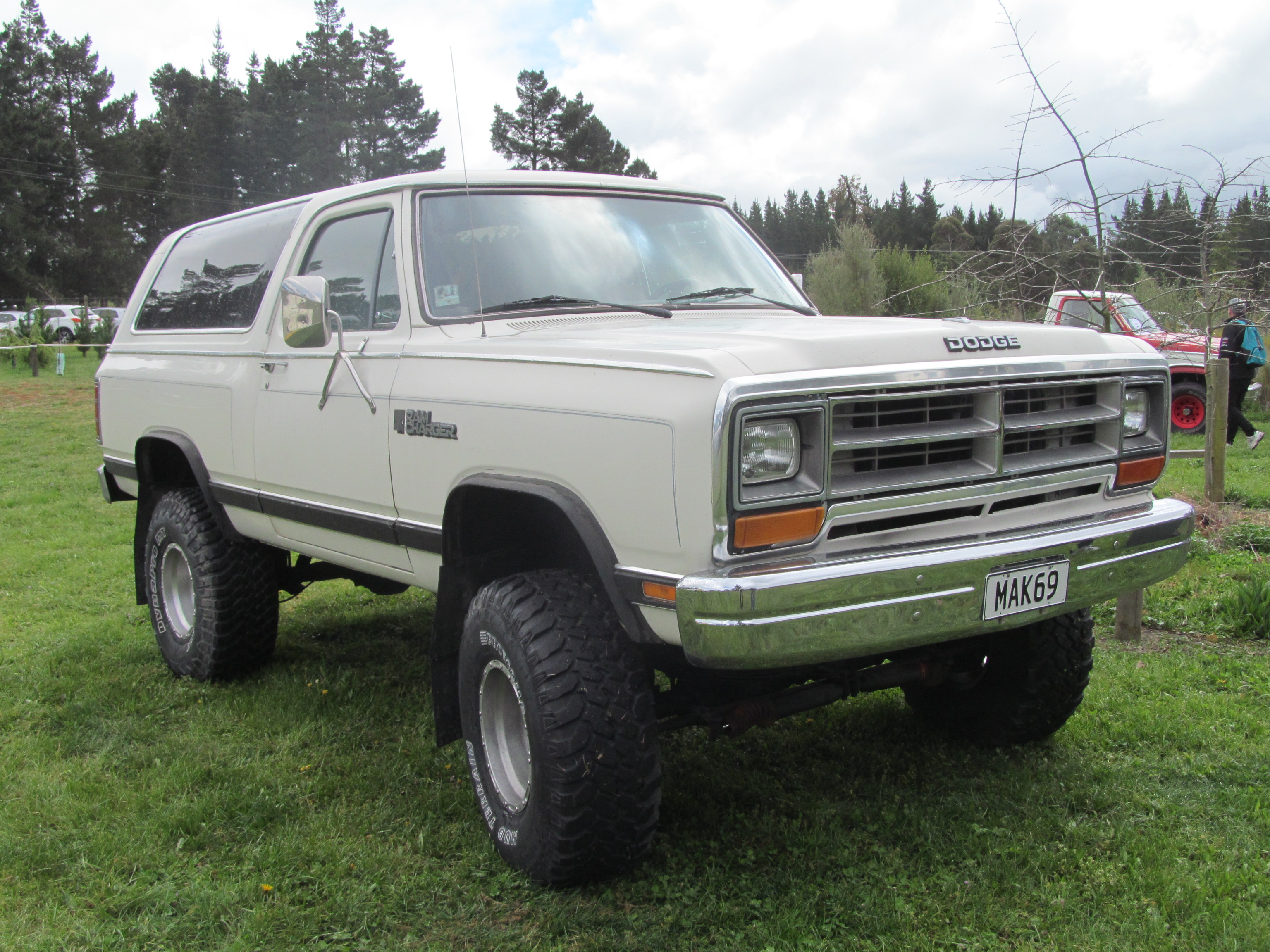
Dodge Ramcharger 2 (1981-1998)

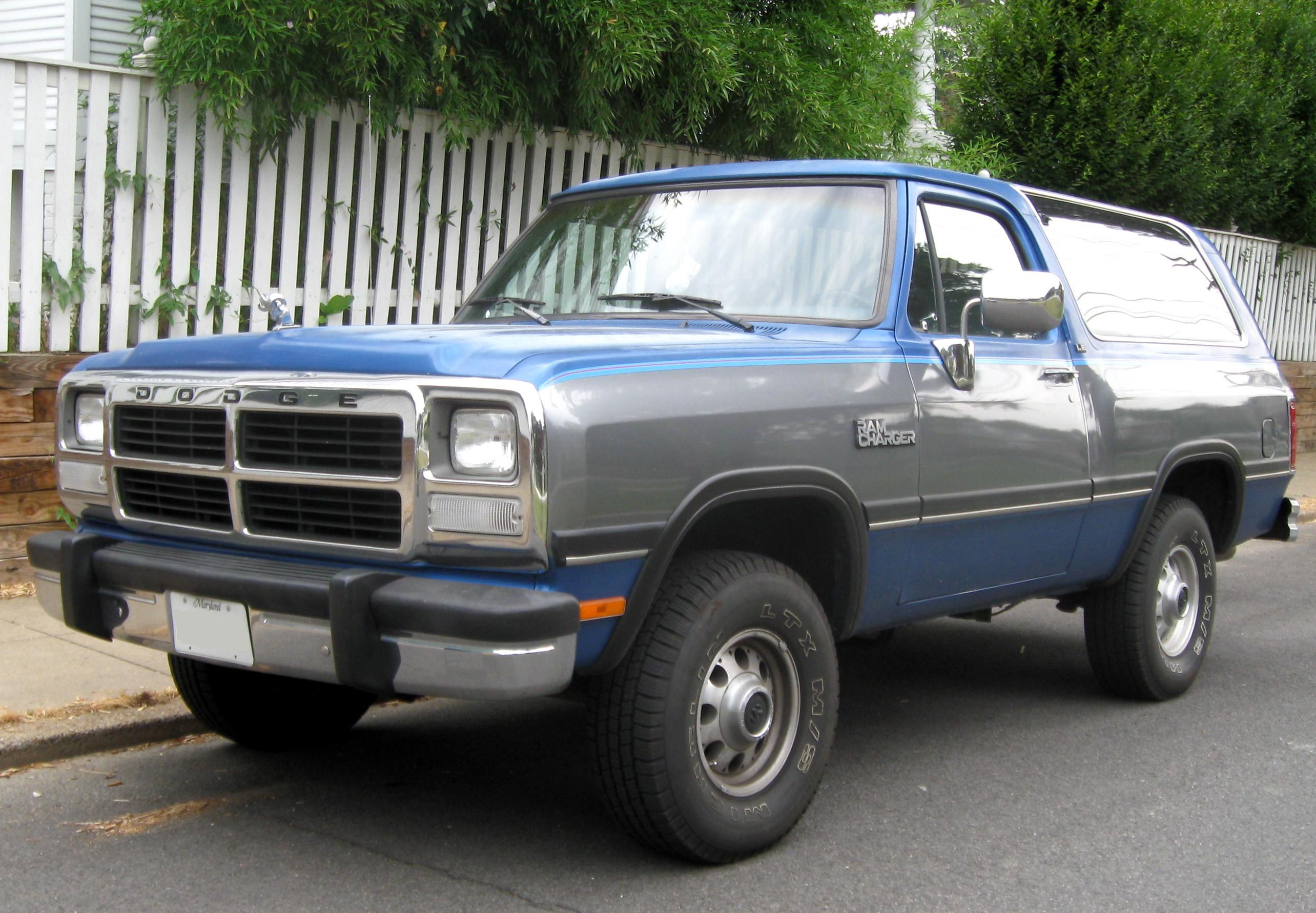
Dodge Ramcharger 2 (1991-1993)

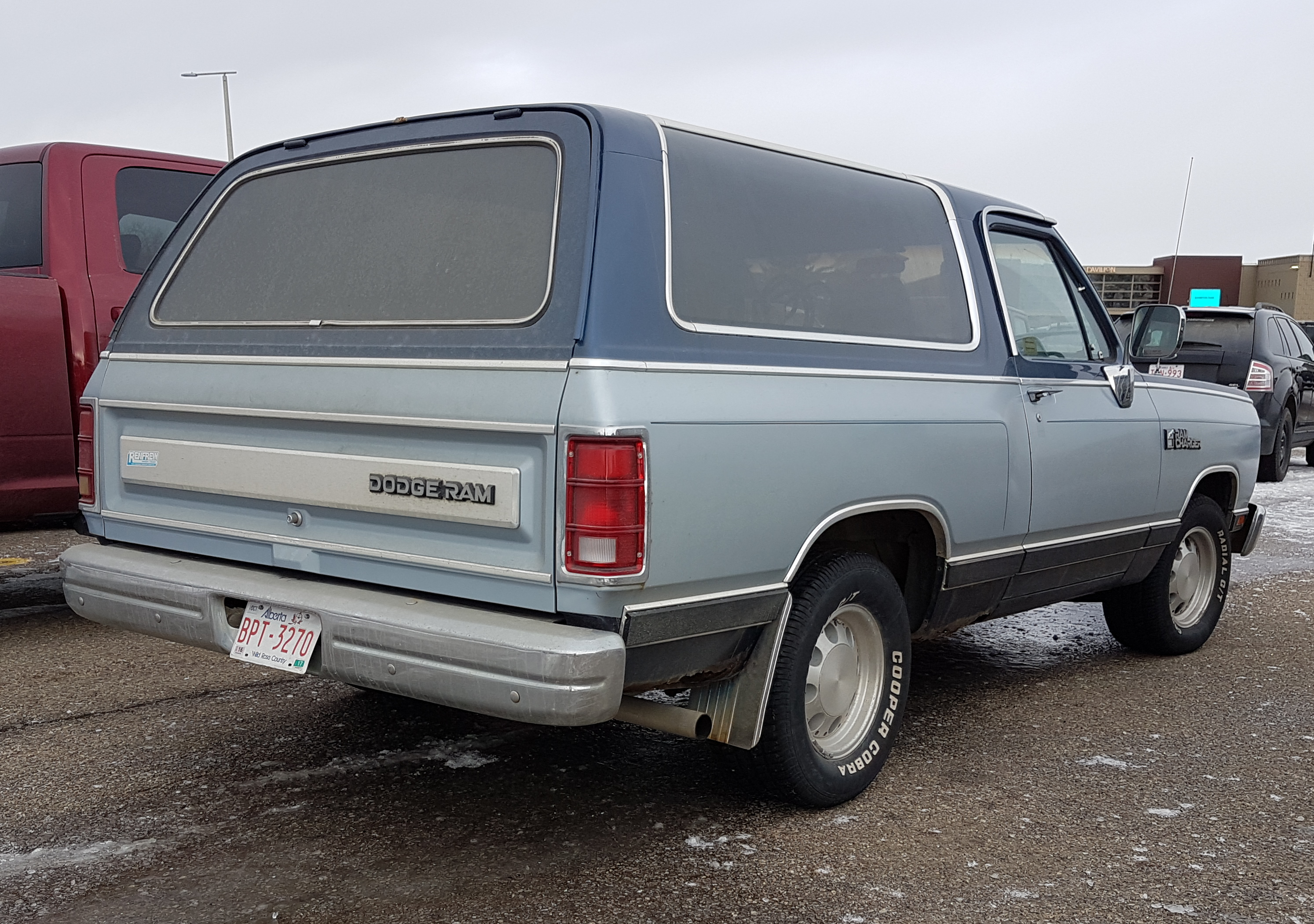

Автомобіль Dodge Ramcharger другого покоління (як і Dodge D Series третього покоління) входив до сімейства Dodge Ram Pickup. На відміну від попередника, роздавальна трансмісія NP-203 замінили трансмісією NP-208.
У 1991 році автомобіль пройшов фейсліфтинг шляхом заміни решітки радіатора. Трансмісія Chrysler Loadflite TF-727 була замінена трансмісією A-500/A-518.

#### Двигуни
- 5.2 л Chrysler LA V8 172 к.с. 332 Нм
- 5.2 л Magnum V8 230 к.с. 400 Нм
- 5.9 л Chrysler LA V8 196 к.с. 386 Нм
- 5.9 л Magnum V8 230 к.с. 445 Нм

### Третє покоління

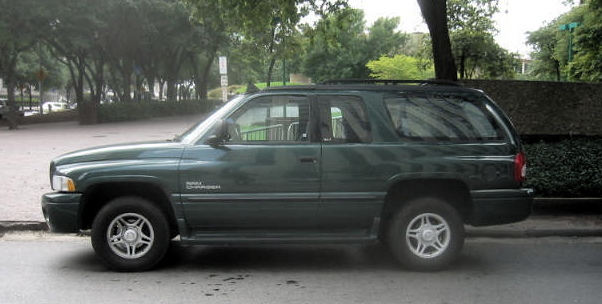
Dodge Ramcharger 3 (1999-2002)

Новий Ramcharger вироблявся в Мексиці з 1998 року в 1999-му модельному році, базуючись на тій же платформі, що і пікап Dodge Ram, і також ділився більшістю його комплектуючих з Ram. Він також поділяв деякі частини та компоненти з мінівенами Chrysler третього покоління (Chrysler Town&Country, Dodge Caravan/Plymouth Voyager). Він продавався тільки в Мексиці, де попередній Ramcharger мав успіх. Він був доступний у комплектації ST, SLT, SLT Plus та Sport. Машина Magnum V8 на 318 куб. (5,2 л) або 360 куб. (5,9 л) та пропонується лише у версіях із заднім приводом, виробництво її було припинено після 2001 модельного року.
Однією з особливостей цього покоління було невелике розкладне сидіння третього ряду у вантажній зоні, що виходило набік, що робить його менш практичним для тривалих поїздок. Задня частина автомобіля була дуже схожа на мікроавтобуси Chrysler 1996-2000 року.

#### Двигуни
- 5.2 л Magnum V8 230 к.с. 400 Нм
- 5.9 л Magnum V8 245 к.с. 454 Нм